# 臺北市立天母國民中學
台北市立天母國民中學，簡稱天母國中，位於台北市士林區天母地區的天母東路上，臨近三玉國小、啟智學校及啟明學校。

## 校史
- 1987年：設立籌備處。
- 1991年：正式招生。
- 1994年：第一屆畢業生離校。
- 2000年：洪校長於年底透過輔導室召集校友籌組校友會，並於隔年（2001年）5月27日正式成立。
- 2015年：獲臺北市政府教育局核准自105學年度起成立數理資優班。

## 歷任校長
- 1991年—1996年：第一任余霖。
- 1996年—2000年：第二任黃淑馨。
- 2000年—2009年：第三任洪寶蓮。
- 2009年—2018年：第四任林美雲。
- 2018年－迄今：第五任陳麗英。